# ひるどき日本列島
『ひるどき日本列島』（ひるどきにほんれっとう）は、1991年4月1日から2004年3月26日までの13年間、NHK総合で生放送された紀行番組である。
1970年4月6日から1991年3月29日までの21年間放送された『ひるのプレゼント』の後継番組として放送を開始した。

## 概要
ある1つのテーマに沿って、NHKの地方局のアナウンサーやタレントが生放送で紀行するという体裁であった。
なお、1998年長野オリンピックの開催期間中は、一時的に『ひるどきオリンピック』と改題して放送された（2月9日 - 21日）。
新聞のテレビ欄は、文字数が限られていることから「ひるどき」のみ記していたことも多く、『ひるどきオリンピック』なら略さないこともあれば「ひるどき五輪」と記していたこともあった。

## 出演者
| 期 間         | 期 間         | 司 会    | ア シ ス タ ン ト | ア シ ス タ ン ト | ア シ ス タ ン ト |
| ------------- | ------------- | -------- | ----------------- | ----------------- | ----------------- |
| 1991年4月1日  | 1993年4月2日  | 三宅民夫 | （ 不 在 ）       | （ 不 在 ）       | （ 不 在 ）       |
| 1993年4月6日  | 1994年4月1日  | 合田敏行 | 門村幸夜          | 門村幸夜          | 門村幸夜          |
| 1994年4月5日  | 1995年3月31日 | 柿沼郭   | 増田明美          | 増田明美          | 増田明美          |
| 1995年4月3日  | 1996年3月29日 | 柿沼郭   | 和泉淳子          | 和泉淳子          | 和泉淳子          |
| 1996年4月1日  | 1997年4月4日  | 柿沼郭   | 白井貴子          | 白井貴子          | 白井貴子          |
| 1997年4月7日  | 1998年4月13日 | 森本健成 | 白井貴子          | 白井貴子          | 白井貴子          |
| 1998年4月14日 | 1999年4月2日  | 森本健成 | 今野登茂子        | 今野登茂子        | 今野登茂子        |
| 1999年4月5日  | 2000年3月31日 | 山本哲也 | 今野登茂子        | 今野登茂子        | 今野登茂子        |
| 2000年4月5日  | 2001年3月30日 | 山本哲也 | 谷川真理          | 谷川真理          | 谷川真理          |
| 2001年4月2日  | 2001年8月10日 | 松本和也 | 森脇健児          | 田中ひろ子        | 伊藤かずえ        |
| 2001年8月13日 | 2003年3月27日 | 松本和也 | 森脇健児          | 田中ひろ子        | 岡田理江          |
| 2003年3月31日 | 2004年3月26日 | 宮崎浩輔 | 島津有理子        | 鹿島綾乃          | 岩槻里子          |

初代のアシスタントである門村は、その後『生活ほっとモーニング』に時々出演した。1994年度から2000年度までは音楽家、女性狂言師、元マラソンランナーとバラエティに富んだ人選であった。
2001年度からは複数のタレントが、おおむね週単位でローテーションを組んで登場する形式となった。伊藤かずえは産休のため年度途中で降板し、岡田理江に交代したという経緯がある。
また、取り上げた地域に縁のあるタレントを1週間登場させることがあり、その際はレギュラーアシスタントは登場しなかった。2003年度は東京アナウンス室の女性アナウンサーがアシスタント的役割を果たした。

## テーマ曲
当初はオープニング・エンディングにインストゥルメンタルのテーマ曲が流れるのみであったが、1996年度から白井貴子がエンディングのみ歌うようになった。
1999年度からは今野登茂子がオープニングを歌うようになり、2001年度からはオープニング・エンディングに坂本冬美の「日々是好日」が流れるようになった。
2003年度は再びメロディーだけのオープニング・エンディングとなった（初代とは別の曲）。